# انقلاب ۱۹۵۶ مجارستان
انقلاب ۱۹۵۶ مجارستان (مجاری: 1956-os forradalom یا  1956-os felkelés) قیامی مردمی علیه دولت استالینیستی جمهوری خلق مجارستان و سیاست‌های تحمیلی اتحاد جماهیر شوروی بود که از ۲۳ اکتبر تا ۱۰ نوامبر سال ۱۹۵۶ میلادی به طول انجامید. این انقلاب در ابتدا به‌صورت یک تظاهرات دانشجویی در مرکز بوداپست، پایتخت کشور آغاز شد و در ادامه هزاران نفر را جذب خود کرد. در ۴ نوامبر، نیروی نظامی شوروی بوداپست را مورد حمله قرارداد. مقاومت مردم که تا ۱۰ نوامبر به طول انجامید، منجر به شکست شد. تخمین زده شده‌است که حدود ۲٬۵۰۰ مجار کشته و ۲۰۰٬۰۰۰ نفر نیز پناهنده شدند. بازداشت‌ها و محکومیت‌ها تا ماه‌ها ادامه یافته و در اوایل ژانویهٔ سال ۱۹۵۷ میلادی، دولت جدیدی با حمایت شوروی روی کارآمد و تمام مخالفت‌های مردمی را سرکوب کرد.
پس از گذار به دموکراسی در سال ۱۹۸۹ میلادی، ۲۳ اکتبر به عنوان روز ملی تعطیل اعلام شد.

## پیش‌درآمد
ریشهٔ شورش و بحران ۱۹۵۶ در مجارستان را باید در جریان‌های سیاسی پس از اشغال این کشور و همچنین اختلافات درون حزبی جستجو کرد.

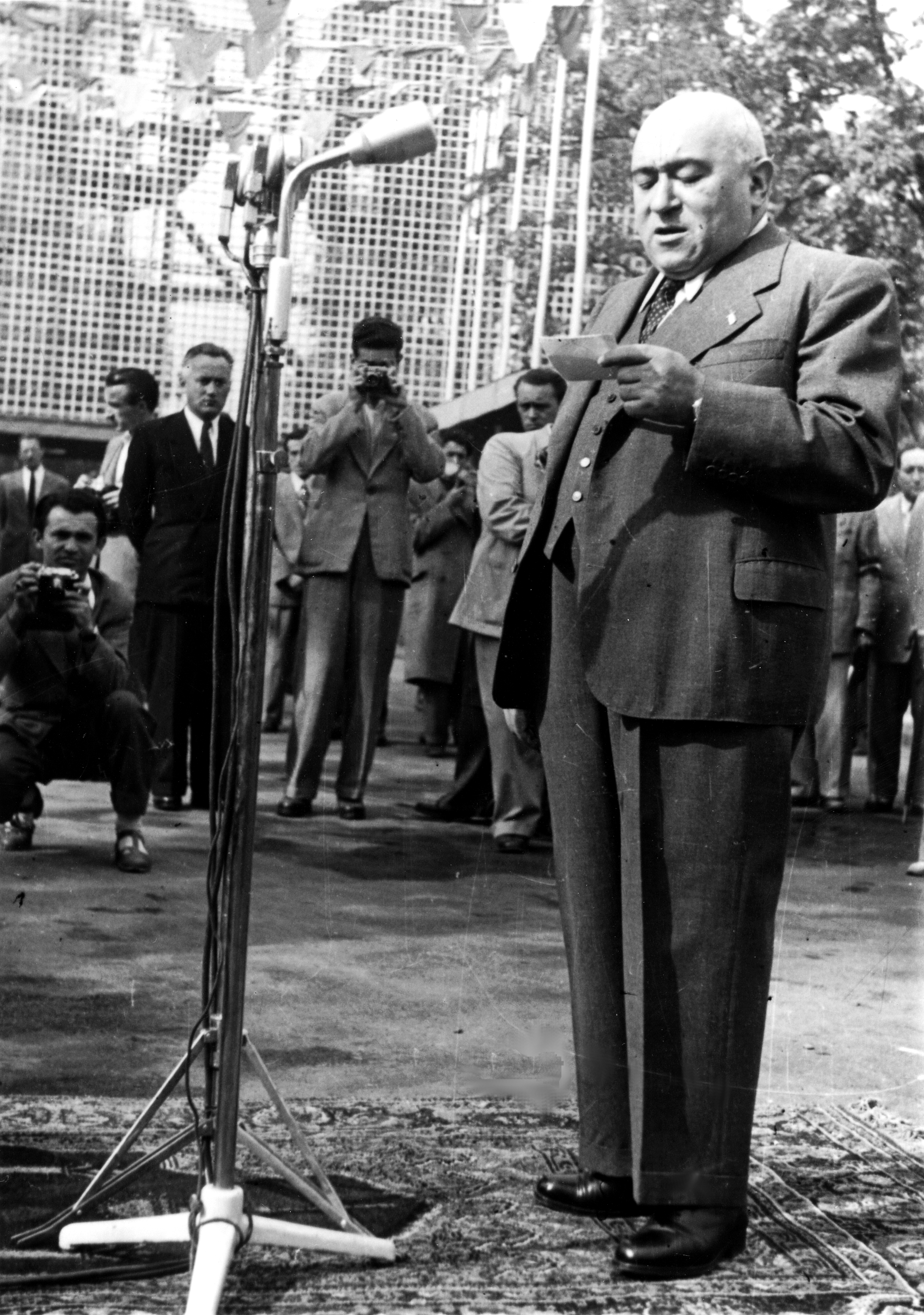
سخنرانی ماتیاش راکوشی در ۱۹۴۸

در پایان جنگ جهانی دوم، مجارستان توسط ارتش سرخ اشغال شده و به شکل منطقهٔ نفوذ شوروی درآمد. بلافاصله پس از جنگ اولین انتخابات آزاد برای اولین بار در تاریخ این کشور برگزار شد که نتیجهٔ آن یک دولت ائتلافی با اکثریت حزب خرده مالکان به نخست‌وزیری زولتان تیلدی بود. کمونیستها که در اقلیت بودند، توانستند با شیوه‌های معمول خود دو پست کلیدی وزارت کشور به ریاست لاسلو رایک و وزارت کشاورزی به ریاست ایمره نادْیْ برای خود محفوظ کنند و بالاخره با تاکتیک سالامی اکثریت کرسی‌های پارلمان را به دست آورند. ایمره نادی که تحصیلکردهٔ مسکو و دهقان‌زاده بود، همچنین عهده‌دار اصلاحات ارضی در ۱۹۴۵ شد. او و لاسلو رایک هر دو بعداً به دلیل خیانت از حزب رانده و اعدام شدند. تا سال ۱۹۴۷ حزب کمونیست توانست دو اهرم قدرت؛ پلیس و ارتش را به دست بگیرد و حزب‌های غیر کمونیستی را نیز تضعیف کند.
علاوه بر تبعات گستردهٔ اقتصادی و اجتماعی که جنگ برای مجارستان به دنبال داشت، در معاهده صلح پاریس مصوب ۱۰ فوریه ۱۹۴۷، نیز مجارستان ملزم به پرداخت ۳۰۰ میلیون دلار به یوگسلاوی، چکسلواکی و اتحاد جماهیر شوروی گردید. دوسوم از این مبلغ قابل پرداخت به شوروی بود که به‌صورت کالاهای صنعتی، محصولات کشاورزی و غیره می‌بایست در ظرف مدت شش سال تحویل داده شود. با توجه به اینکه قیمت اجناس در زمان قرارداد با نرخ سال ۱۹۳۸ تعیین شده و بسیاری از وسایل صنعتی پس از تعمیر، تحویل داده می‌شدند، هزینه‌ای که مجارستان در آخر حساب متحمل شد عملاً بیش از دوبرابر، تخمین زده می‌شود. در چنین شرایطی کشور زیر بار برنامه‌های سنگینی برای صنعتی‌شدن رفت و اهداف غیر واقع بینانهٔ اقتصادی باعث فشار بیش از حد، روی همهٔ قشرهای جامعه شد.
مجارستان در فوریهٔ ۱۹۴۸ رسماً به یک دولت تک حزبی تبدیل شد و نخست‌وزیر زولتان تیلدی نیز در همین سال استعفا داد. از سال ۱۹۴۹ تا مرگ استالین در ۱۹۵۳ تصفیه‌های درون حزبی با محاکمه و اعدام به ریاست ماتیاش راکوشی (معروف به بهترین شاگرد استالین) آغاز گردید. در این دوره هرگونه فعالیت سیاسی غیر کمونیستی ممنوع بوده و رهبران سیاسی از هر حزب دستگیر یا ترغیب به همکاری با حزب کمونیسم می‌شدند. مطبوعات مطلقاً سانسور می‌شد و اساساً هیچ آزادی بیانی وجود نداشت. مردم از طبقهٔ متوسط بوداپست به حاشیهٔ شهر کوچانده یا دستگیر شده و رهبران انجمن‌ها و متخصصان از شغل‌های خود اخراج یا زندانی شده‌بودند. تمامی عرصه‌های قابل توجه اقتصادی در مالکیت عمومی و دولتی قرار می‌گرفتند و مؤسسات مستقل مدنی بسته یا در نظام بروکراسی دولتی ادغام می‌شدند. کارگران صنایع تحت فشار مداوم برای افزایش غیرمعمول تولیدات بودند. زمینداران مجبور به ترک مزرعهٔ خصوصی و کار در مزارع اشتراکی می‌شدند. این سیاست‌ها نتیجه‌ای جز رکود اقتصادی و پائین آمدن استاندارد زندگی در برنداشت. بین سال‌های ‎۱۹۴۹–۱۹۵۲ دستمزد واقعی تا ۱۸درصد افت کرد و مقاومت انفعالی کشاورزان ضد مزارع اشتراکی باعث کمبود غذا شد. در این میان دادگاه‌های نمایشی نیز یکی پس از دیگری برگزار می‌شد، از جمله لاسلو رایک وزیر کشور به جرم جاسوسی اعدام و کاردینال یوژف میندسِنتی، رهبر کلیسای کاتولیک زندانی و شکنجه شدند.
این رویه پس از مرگ استالین و روی کار آمدن خروشچف تغییر پیدا کرد. راکوشی از قدرت کناره‌گیری کرد ولی همچنان رئیس حزب باقی ماند و در ۲۸ ژوئن ۱۹۵۳ ایمره نادْیْ به سمت نخست‌وزیری منصوب شد. اصلاحات او برای از بین بردن کنترل‌های ژدانفیستی، افزایش تولیدات غذایی و آهسته کردن سیاستِ اشتراکی مزارع کماکان ناتوان ماند و در مارس ۱۹۵۵، راکوشی توانست کرملین را متقاعد به اعمال مجدد سیاستهای استالینیستی کند. ایمره نادی از حزب اخراج و از پست نخست‌وزیری منفصل شد. راکوشی به غیر از آزادی نسبی مطبوعات و اجازهٔ انتقاد درون حزبی، تمامی سیاست‌های پیشین را مجدداً به اجرا درآورد.
یکی از وقایع مهم در این میانه منعقد شدن پیمانی در اتریش در ۱۵ می ۱۹۵۵ بود که به موجب آن متفقین این کشور را در ۲۵ اکتبر ترک کردند و اعلامیه بی‌طرفی دائمی و خنثی بودن اتریش (به آلمانی: Österreichische Neutralität) به صورت رسمی جزئی از قانون رسمی در پارلمان به تصویب رسید (که تا قرن ۲۱ نیز پا برجاماند و اتریش تنها کشور مستقل اتحادیه اروپاست). این سرآغار امیدی برای مردم مجارستان شد، ایمره نادی نیز بر آن صحه گذاشت که امکان اتخاذ این قرارداد برای مجارستان وجود دارد.
در بیستمین کنگرهٔ حزب کمونیست شوروی در ‎۲۲–۲۵ فوریهٔ ۱۹۵۶ در گزارش محرمانه خروشچف، استالین‌زدایی رسماً مطرح و مورد ارج قرار گرفت. با توجه به سیاست‌های جدید بسیاری از زندانیان سیاسی قربانی استالینیسم، از جمله یانوش کادار، یکی از اعضای برجستهٔ حزب و شریک جرم لاسلو رایک، آزاد شدند. در ژوئن ۱۹۵۶ راکوشی به بهانهٔ مداوای پزشکی به مسکو سفر کرد و از ریاست حزب برکنار شد و به جای وی اِرنو گِرو، وابستهٔ نزدیکش عهده‌دار ریاست حزب شد.

### حال‌وهوای انقلاب

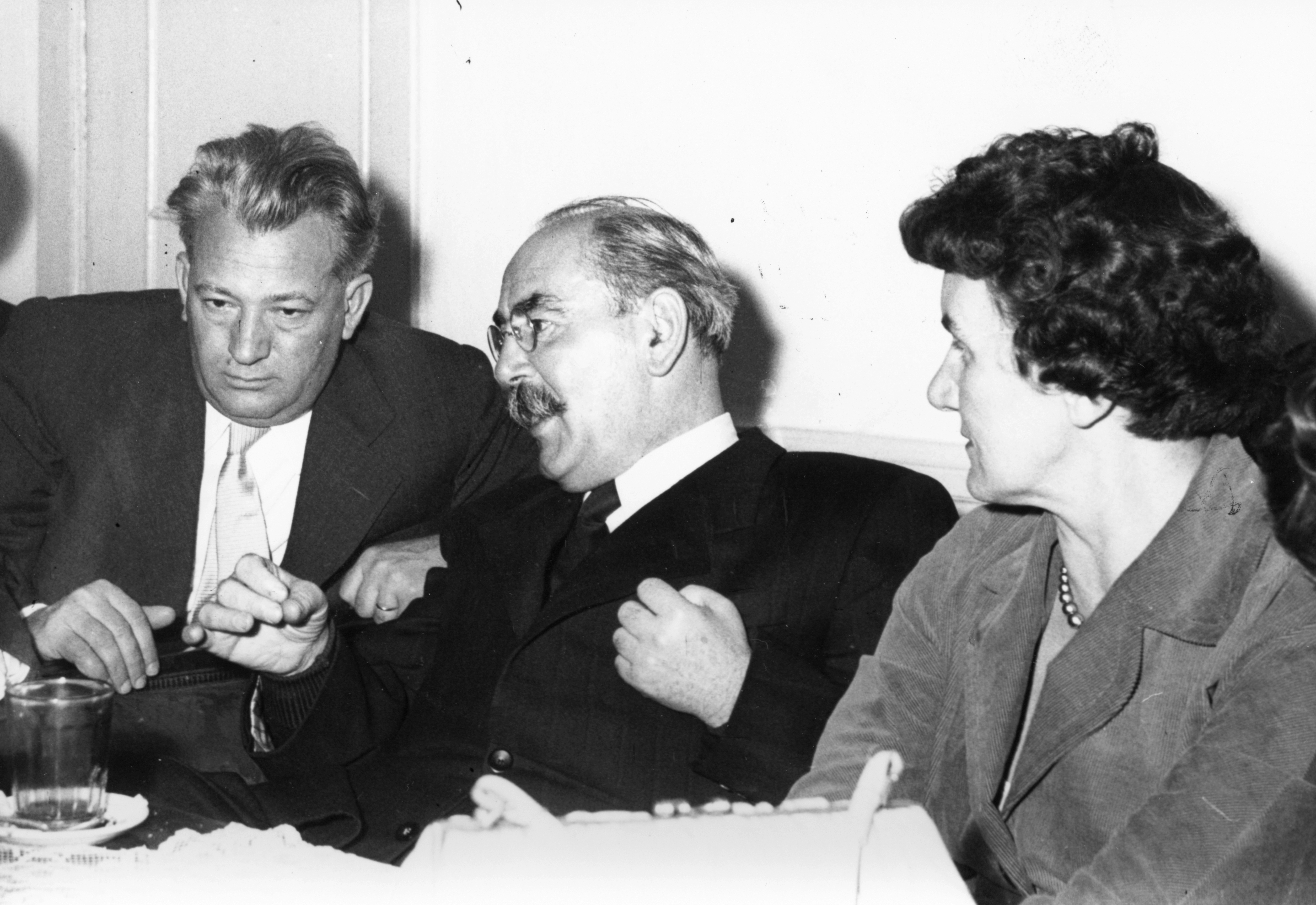
ایمره نادْیْ در اکتبر ۱۹۵۶

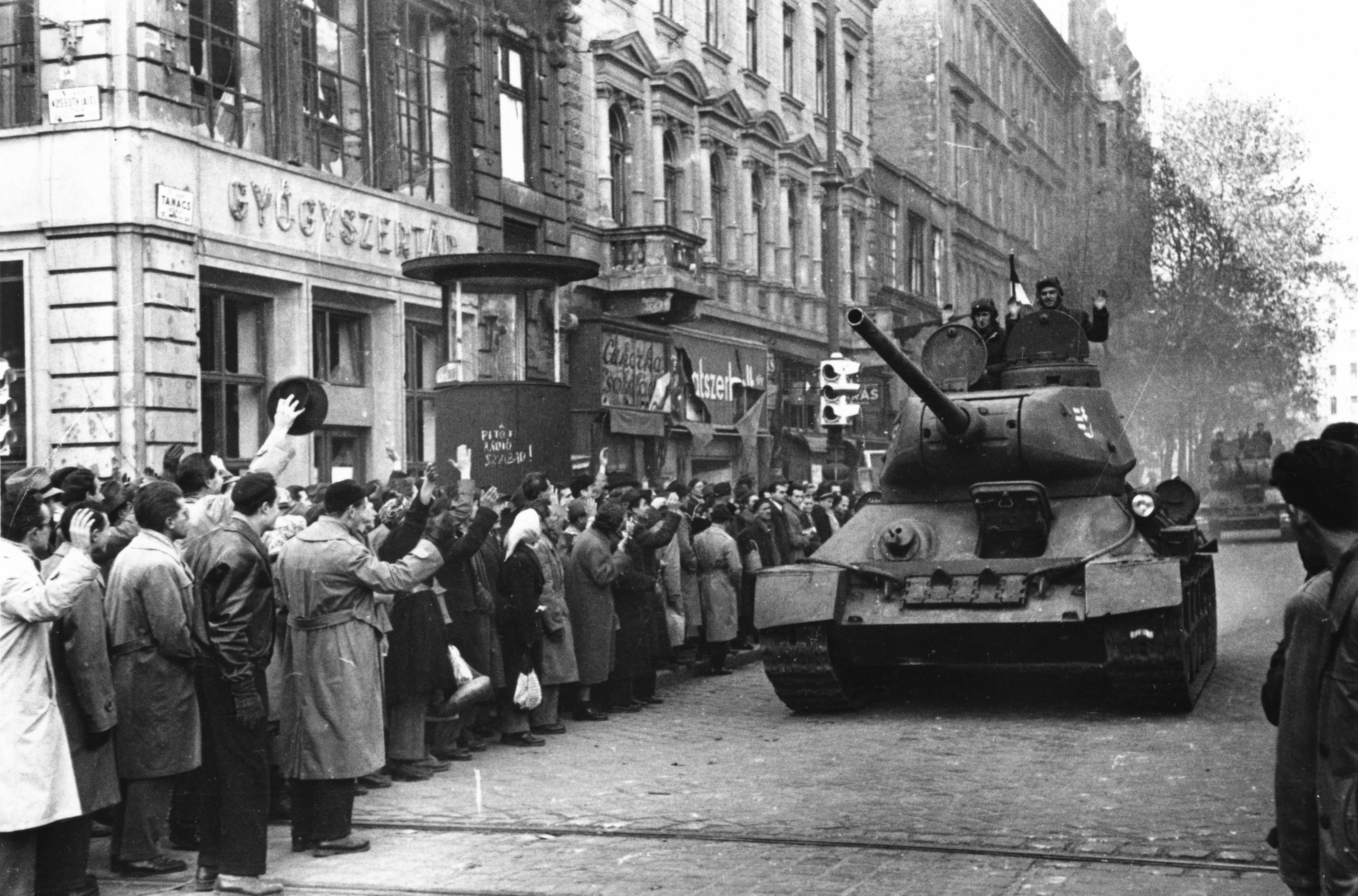
بوداپست - تشویق مردم از لشکر مجار

انقلاب در بعدازظهر ۲۳ اکتبر با سازماندهی دانشجویانِ حلقهٔ پتوفی آغاز شد. دانشجویان از مرکز شهر بوداپست به پارلمان حرکت کرده و همزمان هزاران کارگر با درخواستِ بازگشتِ ایمره نادْیْ به قدرت به آن‌ها پیوستند. تعدادی از تظاهرکنندگان به طرف مجسمهٔ استالین به حرکت آمده و گروهی نیز وارد ساختمان رادیو شده، و مورد هدف گلوله نیروهای امنیتی قرار گرفتند. در این هنگام ارتش برای تقویت پلیس نیروی امدادی گسیل کرد که بسیاری از آنان به شورشیان پیوسته و اسلحه خود را در اختیار قرار دادند و انقلاب به جنگی استقلال طلبانه مبدل گشت. تنها نیروی بازدارنده انقلاب در ۲۴ اکتبر، نیروی امنیتی با نفرات حدوداً سی الی چهل هزار بود. اِرنو گِرو با حفظ سمت ریاست حزب، ایمره نادی را به ریاست هیئت دولت دعوت کرد ولی بدون اطلاع او از شوروی درخواست کمک کرد و ارتش شوروی حمله را آغاز کرد. در ۲۵ اکتبر اِرنو گِرو استعفا داد و به جای او یانوش کادار عهده‌دار ریاست حزب شد. ایمره نادی در یک سخنرانی عمومی وعده مجمع ملی چند حزبی و مذاکره برای خروج نیروهای شوروی از کشور را به مردم داد. در ۲۸ اکتبر فضا کمی آرام‌تر شد و ارتش شوروی از بوداپست خارج شد. روز ۳۰ اکتبر میندسنتی از زندان آزاد شد و به صف مبارزه طلبان پیوست. در ۳۱ اکتبر پس از یک مناظره سرنوشت ساز در کمیتهٔ اجراییِ حزب کمونیست در مسکو تصمیم بر سرکوب انقلاب گرفته شد. اولین روز نوامبر به نادی اطلاع داده شد که ارتش شوروی قصد خروج از کشور ندارد و ۳۱٬۵۰۰ نیرو و ۱٬۱۳۰ تانک از مرز رومانی در حال حرکت به داخل مجارستان هستند. کادار و دایرهٔ نزدیک او مجارستان را به مقصد شوروی ترک کردند. در اولین ساعات صبح روز ۴ نوامبر ارتش شوروی به بوداپست حمله کرد، در ظرف روزهای بعد تا ۱۰ نوامبر مقاومت مردم با خشونت در هم کوبیده شد و نادی به سفارت یوگسلاوی پناهنده شد. او با قول کاذب به ترک از سفارت تشویق شد و در ۲۲ نوامبر دستگیر و در تابستان ۱۹۵۸ محاکمه و اعدام شد. شکست انقلاب موجب مهاجرت گسترده به غرب شد و جمعیتی در حدود ۲۰۰٬۰۰۰ نفر به خارج از کشور گریخت.

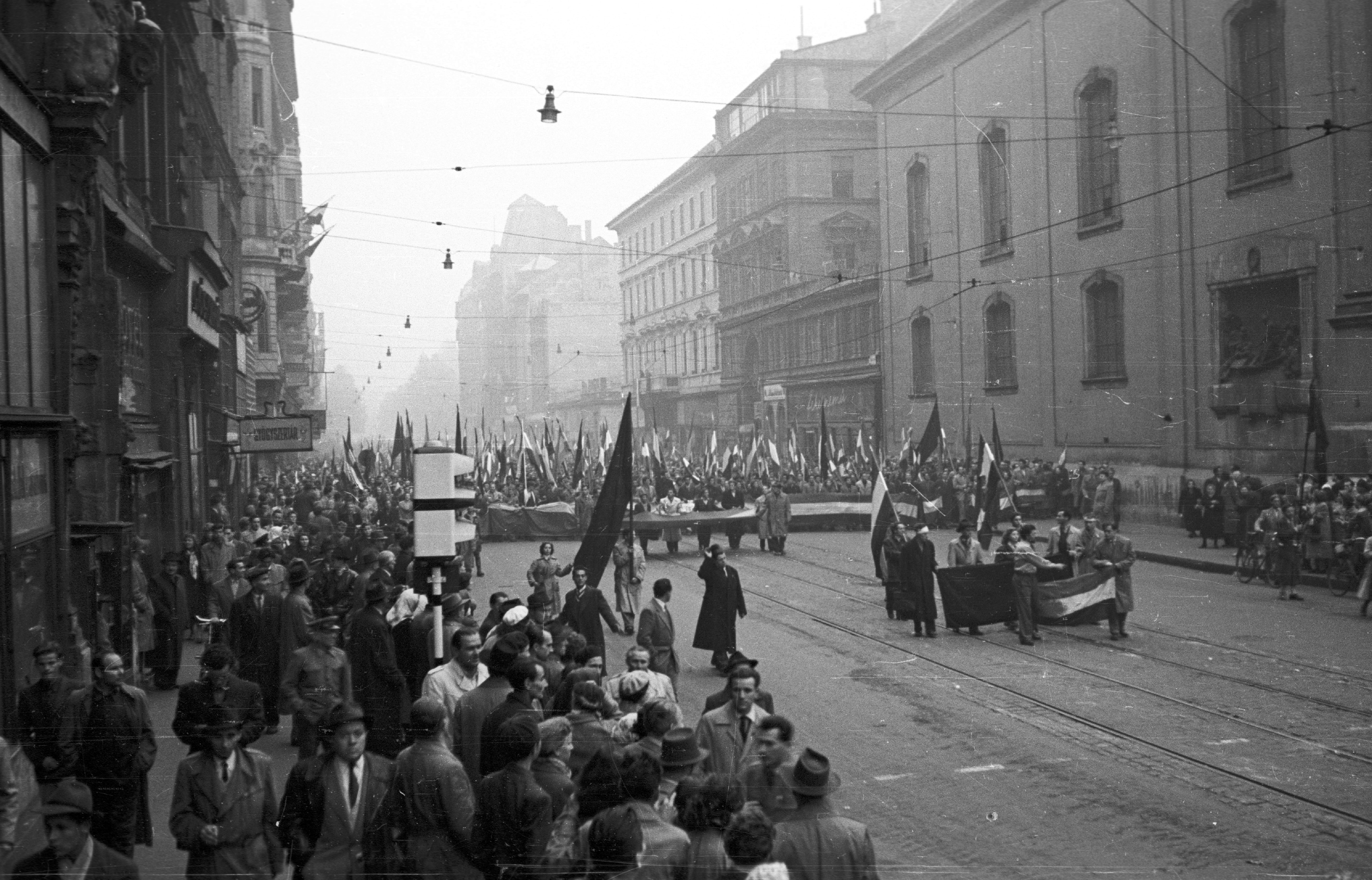
تظاهرات ۲۵ اکتبر

## واکنش بین‌المللی

### نقش خارجی
اتهاماتی به رادیوهای خارجی علی‌الخصوص به رادیو اروپای آزاد به تهییج و تشویق به شورش و سوق دادن مردم به سوی حمام خون وارد شده‌است. از این میان ویلیام گریفیت تحلیلگر سیاسی رادیو اروپای آزاد در سال ۱۹۵۶ گزارش و نامه‌ای به رئیس قسمت اروپاییِ رادیو نوشت مبتنی بر آنچه او «فریباندن مردم بر این باور که حمایت مؤثری از آمریکا برای مبارزه با شوروی دریافت خواهند کرد، دعوت به مبارزه، توصیه به اعمال تاکتیک‌هایی برای شورش، و همچنین عدم کنترل بر محتوای خبرها» خواند. همچنین در تحقیقی در مدارک طبقه‌بندی‌شده نتیجه‌گیری شده‌است که فعالیت‌های رایو اروپای آزاد با عنوان بخشی ار تلاش ایالات متحده آمریکا برای مقابله با شوروی در دههٔ پنجاه به یکی از اهداف خود یعنی مانع شدنِ ادغامِ کشورهای پرده آهنین در امپراتوری شوروی نائل آمد ولی در سال ۱۹۵۶ موفق نشد با اخلاق حرفه‌ای صدای اپوزیسیون را پخش کرده و مبدل به صدای منفی و افراطی راستگرا شد. نتیجهٔ این تحقیقات همچنین این است که قطعاً رادیو اروپای آزاد تنها عامل اصلی انقلاب نمی‌توانسته باشد (و حتی هر انقلابی نیز آن را توهین قلمداد می‌کنند) اما احتمالاً در سرکوب ۴ نوامبر شوروی نقش مؤثری داشته‌است.
عملیات مخفی با هدف نابودی نفوذ شوروی در بلوک شرق تحت رهبری ترومن در سال‌های ‎۱۹۴۸–۱۹۴۹ آغاز شد و کمپینِ حقیقت با راه اندازی ایستگاه رادیویی رادیو اروپای آزاد/رادیو آزادی شروع به فعالیت کرد. در طی عملیات متفاوتی از اکتبر ۱۹۵۱ تا نوامبر سال ۱۹۵۶، به آسمان بلوک شرق حدوداً ۳۵۰٬۰۰۰ بالون حاوی سیصد میلیون جزوه، پوستر، کتاب و سایر مقالات چاپی فرستاده شد.

### دیدگاه اندیشمندان فرانسه
در نوامبر ۱۹۵۶ حزب کمونیست فرانسه اشغال مجارستان را توسط زره پوش‌های شوروی تأیید کرد. در این زمان میان افکار عمومی و روشنفکران فرانسوی بحث‌های داغی در مورد انقلاب مجارستان و بحران سوئز نیز جریان داشت که به‌کلی بر پایهٔ وابستگی‌های حزبی استوار بود و به خوبی در این جملهٔ ژان پل سارتر منعکس است: «جریان چپ خود را از وقایع سوئز و بوداپست جدا می‌داند؛ دست راست جریانات بوداپست را محکوم می‌کند و روزنامهٔ اومانیته حمله به سوئز را». از این پس شکافی عمیق در بین روشنفکران چپ به‌وجود آمد: مثلاً سارتر، با اینکه مخالف حملهٔ شوروی به مجارستان بود و آن را تراژیک می‌دانست، نظرات فکری متفاوتی به حمایت از استعمارشدگان به جای قشر کارگر زحمتکش یا پرولتاریا پیدا کرد؛ از طرف دیگر آلبر کامو توجهات جهانی را به مبارزهٔ مردم مجارستان را بیش از همه جلب کرد. کامو مقالات متعددی در مورد انقلاب مجارستان نوشت تا نویسندگان و روشنفکران مجارستان را از خشم عمیق جامعهٔ روشنفکری فرانسه مطلع سازد، همچنین از سازمان ملل به نام نویسندگان اروپایی خواستارِ: تحقیقات در مورد مداخلهٔ نظامی شوروی، خروج آن‌ها و استقرار نیروهای صلح و آزادی زندانیان سیاسی شد. پس از این، اختلافات سارتر و کامو بیش از پیش عمیق شد. در این اثناء نظرات رمون آرون یک استثنا بین متفکران مارکسیست چپ و کمونیست بود، او مخالف تجاوز فرانسه به مصر و دخالت شوروی در مجارستان بود و در واقع منتقد شدید مارکس، مخالف ایدئولوژیک سارتر و یک لیبرال دست راستی به حساب می‌آمد. رویداد ۱۹۵۶ در دو اثر او منعکس است: انقلاب ضد توتالیتر (فرانسوی: Une révolution antitotalitaire‎) که در سالگرد یکسالگی انقلاب چاپ شد و دیگری که پس از ده سال به نام بوداپست ۱۹۵۶: سرنوشت انقلاب (فرانسوی: Budapest 1956, destin d’une Révolution‎) در مجله پرُو به چاپ رسید.

### نامه نگاری نویسندگان فرانسه و شوروی
نامه‌ای که چندین نویسنده مثل سارتر، ورکور، کلود روی، روژه ویان، سیمون دو بووار، میشل لیریس و دیگران آن را امضاء کردند در تاریخ هشتم نوامبر ۱۹۵۶ در مجله اوبزرواتور به چاپ رسید و حاوی مطالبی به نقد از دولت شوروی بود. در آن اشاره شده‌بود که نمی‌توان و نباید سوسیالیسم و آزادی را با زور سرنیزه استوار کرد. در نامه اظهار نگرانی شده‌بود از اینکه حکومتی که به زور، سر کار بیاید لاجرم برای زنده ماندن دست به آزار و اذیت علیه مردمش می‌زند. همچنین حق اعتراض را بر کسانی که هنگام راه‌اندازی حمام خون در گواتمالا سکوت کردند مردود دانسته و آن‌ها را مستحق سرزنش شماردند.
جوابیه آن نامه در ۲۴ نوامبر در اوبزرواتور به چاپ رسید و نویسندگانی چون شولوخوف، کنستانتین فدین، میکولا باژان، لیونید لیونوف، فسیوولود ویچسلاووویچ ایوانوف و دیگران آن را امضا کرده بودند. در آن به‌طور خلاصه آمده بود که باید همه حقایق را دید، در آن قبول شده‌بود که اتفاقاتی که در مجارستان اتفاق افتاد حقیقتاً تلخ بوده ولی باید به رویدادهای بین‌المللی نیز نظر کرد. این درست است که مردم مجارستان از وضعیت کشور ناراضی بودند، اما پس از اینکه در کنگرهٔ بیستم تصمیمات جدیدی گرفته شد، رهبران آن‌ها واضح اعلام نکردند که قصد دارند سوسیال دموکراسی را برای بهبود اوضاع به کار برند و در عمل هیچ کنشی در رفع شکایات نداشتند. به نظر این نویسندگان، دولت شوروی بر اساس تجربیات خود و پیمان ورشو در قبال مجارستان مسئول بود ولی هنگامی که این آمادگی برای گرفتن کمک وجود نداشت، به درخواست رهبر مجارستان، لشکر شوروی در ۳۰ اکتبر کشور را ترک کرد؛ ولی در ادامه شاهد سوءاستفاده از قیام مردمی برای مخالفت و مبارزه علیه سوسیالیسم بوده‌اند. در ادامه، این نویسندگان حضور نیروی نظامی شوروی را با توجه به اینکه در جنگ داخلی اسپانیا و در پایان جنگ جهانی دوم مورد پسند بود و منجر به نجات اروپا از گسترش فاشیسم شد، ضروری تلقی کرند. در ادامه به نگرانی از احتمال تبدیل شدن مجارستان به گواتمالای دوم و به راه افتادن خون در این کشور نیز اشاره شد.
نویسندگان فرانسه نامهٔ دومی به نویسندگان روس در جواب نوشتند، در نامه گفته شد که از سوء استفادهٔ قیام مردمی آگاهند و از آن جمله اشاره می‌کنند به سخنرانی کاردینال میندسِنتی که او را وابسته به میکلوش هورتی می‌دانند و دیگرانی که علاقه به بازگرداندن رژیم به گفتهٔ آنان فاشیستیِ هورتی داشته‌اند. در این نامه به تحرکات خارج از مجارستان در محافل هورتی-چی‌ها اشاره شده‌بود: «ما متقاعد شده‌ایم که در آن محافل امید بازگشت به سیستم قدیمی را ابراز می‌کرده و تلاش می‌کردند با تحریکِ مردم رژیم قبلی را بازسازی کنند، درحالی‌که در تمام مدت توسط سازمان‌های آمریکایی تشویق و حمایت می‌شدند، که همان آمریکایی‌ها در لحظات آخر پشتشان را خالی کردند.» در عین حال آن‌ها، نویسندگان روس را مهتم کردند که همهٔ حقایق را برای مردم خودشان روشن نمی‌کنند و خبرهایی که از روزنامه پراودا داده می‌شده‌است، بعضی از حقایق را بزرگتر از بعضی دیگر به اطلاع مرم می‌رساند؛ مثلاً: بزرگ کردن نقش میندسنتی مذکور؛ یا اینکه ایمره نادْیْ هرگز کمک نظامی درخواست نکرده بوده و در واقع تقاضای ارنو گرو مساوی با خواست مردم تلقی شده‌است؛ و اگر شوروی با دقت و تیزبینی مسائل را تحلیل می‌کرد از ابتدا بی جهت متوسل به حمله نظامی نمی‌شد و با کمک به ایمره نادی از روشن شدن آتش ضدانقلاب جلوگیری می‌شد. در این نامه همچنین مشخصا از جنگیدن با مردم زحمتکش (و نه نیروی فاشیست) انتقاد شد. در پایان اظهار تاسف از این است که اقدامات انجام گرفته باعث ضعیف شدن حزب کمونیست فرانسه شده‌است.

## ارتباط با بحران سوئز
بین تصمیم شوروی برای مداخله نظامی در مجارستان و بحران سوئز ارتباط تنگاتنگی وجود دارد. بحران در ۲۹ اکتبر با حمله اسرائیل به کانال سوئز آغاز شد و انگلیس و فرانسه اولتیماتوم صادر کردند که هر دو طرف مصری و اسرائیلی باید ده مایل از کانال عقب بروند، که با مخالفت جمال عبدالناصر، رهبر مردمی مصر مواجه شد. در ۵ نوامبر نیروهای انگلیس به پورت‌سعید فرود آمدند و در آن روز نخست‌وزیر شوروی، نیکلای بولگانین در نامه‌ای به آنتونی ایدن او را تهدید به استفاده از سلاح هسته‌ای کرد. دوایت آیزنهاور رئیس‌جمهور وقت آمریکا به خوبی می‌دانست که هرگونه دخالت نظامی علیه ناصر نتیجه معکوس خواهد داشت و یک اقدام استعماری تفسیر خواهد شد به این معنا که محبوبیت او بیشتر خواهد شد و راه شوروی نیز برای ورود به خاورمیانه هموار خواهد گشت. اعتراضات گستره در جهان و داخل انگلیس و فشار اقتصادی آمریکا از طریق تحریم بر انگلیس بحران را جدی تر کرد و ایدن در ۶ نوامبر تسلیم شد. آیزنهاور در انتخابات پیروز شد و به جهت جلوگیری از جنگ مردِ صلح لقب گرفت. آیزنهاور پیامی از سوی رهبر حلقه پتوفی در مجارستان دریافت کرد که در آن حمله مصر توسط اسرائیل، انگلیس و فرانسه را باعث حمله نظامی شوروی می‌دانست. برخی از مخالفان دولت بریتانیا در مورد این اقدام به‌طور مشابه چنین ادعایی را مطرح کرده‌اند. آرتور هندرسون، نماینده حزب کارگر در مجلس عوام در ۵ نوامبر اعلام کرد: «اقدامات اعلیحضرت در استفاده از زور علیه مردم و دولت مصر، تشویق مستقیم دولت شوروی به استفاده از نیروی وحشیانه‌ای بود که دیروز در بوداپست جهت سرکوب مبارزه مردم مجارستان برای آزادی و استقلال انجام داد.»